# View Askew Productions
View Askew Productions er et filmproduktionsselskab startet af Kevin Smith og Scott Mosier i 1994 i forbindelse med indspilningen af Smiths film Clerks.. Selskabet har produceret alle Smiths film, samt nogen få film for Smiths instruktør-venner. Skuespillerne Ben Affleck, Jeff Anderson, Matt Damon, Walter Flanagan, Bryan Johnson, Jason Lee, Jason Mewes, Brian O'Halloran og Smith selv er kun nogle af stjernerne, der ofte optræder i View Askew-projekterne.
I tillæg til filmproduktion, driver View Askew Productions flere hjemmesider som Movie Poop Shoot Arkiveret 12. marts 2008 hos  Wayback Machine (en filmkritikerside som ble lave til filmen Jay and Silent Bob Strike Back), News Askew Arkiveret 2. april 2008 hos  Wayback Machine (en nyhedsside oprindelig startet af fans), Movies Askew Arkiveret 27. februar 2009 hos  Wayback Machine (en filmkonkurrance for spirende instruktører) og Silent Bob Speaks (Kevin Smiths blog).

## Film fra View Askew Productions
- Zack and Miri Make a Porno (2008)
- Clerks II (2006)
- Small Town Gay Bar (2006)
- Reel Paradise (2005)
- Jersey Girl (2004)
- Jay and Silent Bob Strike Back (2001)
- Vulgar (2000)
- Dogma (1999)
- Big Helium Dog (1999)
- A Better Place (1997)
- Chasing Amy (1997)
- Drawing Flies (1996)
- Mallrats (1995)
- Clerks. (1994)